# ESPN NHL 2K5
《ESPN NHL 2K5》是一款由Kush Games制作、世嘉发行的体育类游戏。本游戏最初于2004年8月在PlayStation 2和Xbox等平台发行。本游戏是《ESPN NHL 冰球》的续作。
游戏主要是模拟冰球比赛。
根据评论网站Metacritic反馈，本游戏收到普遍较好的评价。